# Bellocq
Bellocq is een gemeente in het Franse departement Pyrénées-Atlantiques (regio Nouvelle-Aquitaine). De plaats maakt deel uit van het arrondissement Pau. Bellocq telde op 1 januari 2022 911 inwoners.

## Geschiedenis
Hier werd tussen 1250 en 1280 een burcht gebouwd door Gaston VII van Béarn. De plaats was strategisch gelegen aan de Gave en de burcht moest de toegang tot Orthez, de hoofdstad van Béarn beschermen. De stad werd gesticht als bastide in 1281. De stad kreeg een kenmerkend dambordpatroon maar had geen groot centraal plein. De kerk uit de 13e eeuw werd versterkt en had een defensieve functie. De burcht werd nog versterkt door Gaston III van Foix-Béarn in 1370. Tot in de 16e eeuw behield de burcht haar militaire functie. Ze werd ontmanteld in 1620 onder koning Lodewijk XIII om te verhinderen dat ze de hugenoten tot schuilplaats zou kunnen dienen.

## Geografie
De oppervlakte van Bellocq bedroeg op 1 januari 2022 12,65 vierkante kilometer; de bevolkingsdichtheid was toen 72 inwoners per km².
Door de gemeente stroomt de Gave de Pau.

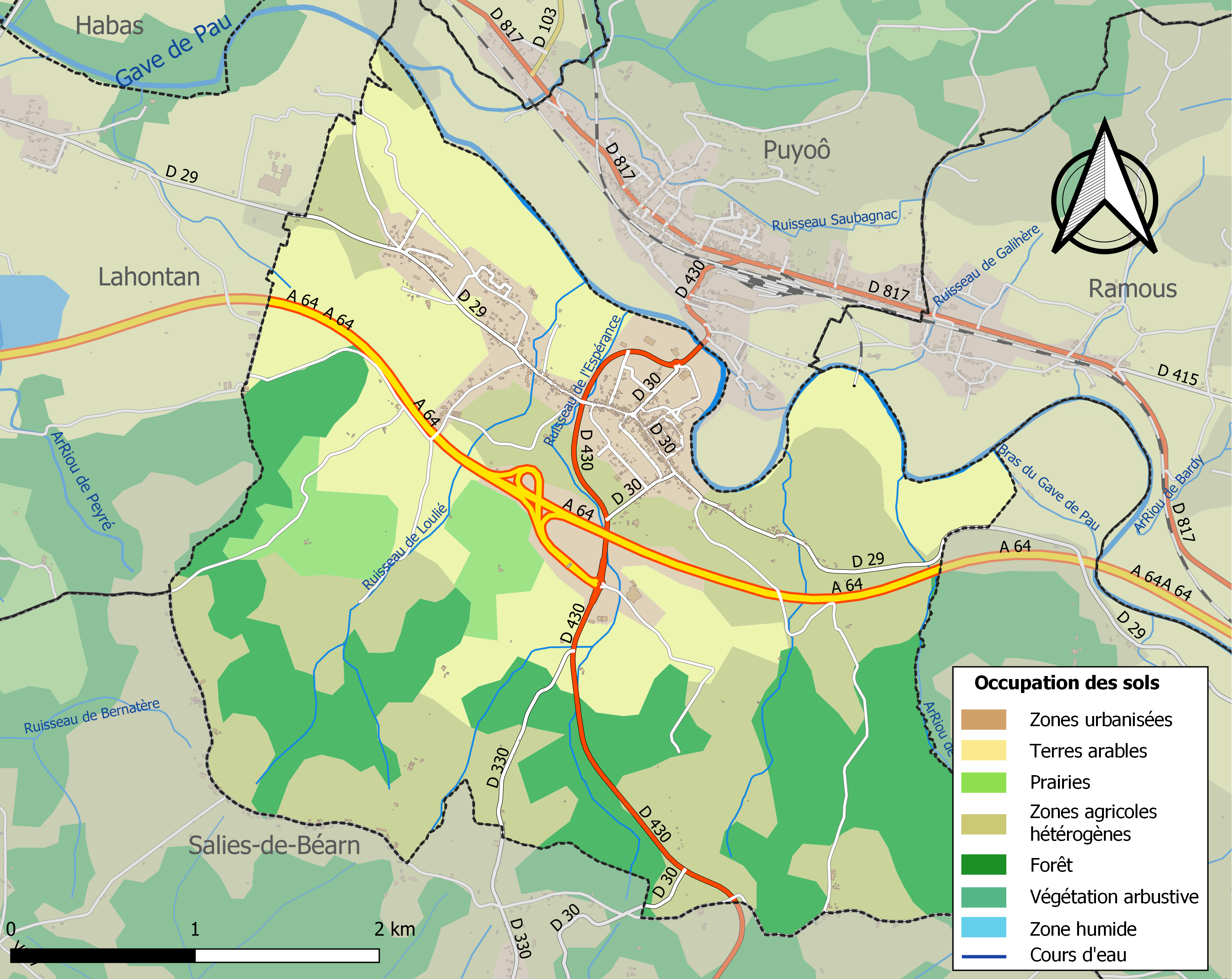
Kaart van de gemeente met belangrijkste infrastructuur, bodemgebruik en omliggende gemeenten

## Demografie
Onderstaande figuur toont het verloop van het inwonertal (bron: INSEE-tellingen).

## Geboren in Bellocq
- Robert Cazala (1934-2023), wielrenner